# Dobrești, Bihor
Dobrești este satul de reședință al comunei cu același nume din județul Bihor, Crișana, România.

## Obiective turistice
- Rezervația naturală “Peștera Toplița” (0,1 ha).